# Volodîmîrivka, Vîșhorod
Volodîmîrivka (în ucraineană Володимирівка) este un sat în comuna Rudnea-Dîmerska din raionul Vîșhorod, regiunea Kiev, Ucraina.

## Demografie
Componența lingvistică a localității Volodîmîrivka
     Ucraineană (100%)
Conform recensământului din 2001, toată populația localității Volodîmîrivka era vorbitoare de ucraineană (100%).